# Isole Hatia
Le isole Hatia sono un gruppetto di isole situato nell'estuario del Meghna, nella regione del delta del fiume Padma (Gange), nel Bangladesh sud-orientale. La maggiore di queste, South Hatia, è una massa di terra pianeggiante lunga circa 37 km e larga 6,5–13 km. Solo parzialmente protetta da terrapieni dalle incursioni del mare, è frequentemente soggetta ai cicloni e alle distruttive onde oceaniche. A nord-ovest, un'altra grande isola del gruppo delle Hatia divide il Meghna in due bracci, il fiume Shahbazpur a ovest e il fiume Hatia a est. Isole più piccole di questo gruppo sorgono a ovest di South Hatia nel fiume Shahbazpur. Le maggiori delle isole Hatia sono collegate alla terraferma da traghetti.